# ديشون ريو ياماكاواإ
ديشون ريو ياماكاواإ (باليابانية: 山川 デション諒) (21 أبريل 1997 في أوكيناوا في اليابان – )؛ هو لاعب كرة قدم ياباني سابق كان يلعب كمهاجم.

## وصلات خارجية
- ديشون ريو ياماكاواإ على موقع رابطة كرة القدم اليابانية للمحترفين (اليابانية)